# Casa de las Cadenas (Ségovie)
 (février 2023).
La Casa de las Cadenas (littéralement, Maison des Chaînes) est un édifice historique de la ville espagnole de Ségovie. Il est classé bien d'intérêt culturel.

## Description
Il s'agit d'une construction de caractère défensif adossé aux murailles de la ville. Le bâtiment faisait partie du système défensif qui protégeait le flanc nord de la ville.
La Direction Générale de Beaux-Arts, Archives et Bibliothèques a entamé en 1982 la procédure de déclaration du palais comme monument historique-artistique. Le statut a été accepté comme bien d'intérêt culturel avec catégorie de Monument en 2022.

## Source de traduction
- (es) Cet article est partiellement ou en totalité issu de l’article de Wikipédia en espagnol intitulé « Casa de las Cadenas (Segovia) » (voir la liste des auteurs).